# 茨維特尼皮斯基
48°40′0″N 39°16′26″E / 48.66667°N 39.27389°E
茨維特尼皮斯基（烏克蘭語：Цвітні Піски）是位於烏克蘭東部的村莊，由盧甘斯克州卢甘斯克区的卢汉斯克市镇負責管轄。該村始建於1962年，面積0.33平方公里，海拔高度148米，2001年人口84，人口密度每平方公里254.6人。